# Stephan Görgl
Stephan Görgl (* 5. Juni 1978 in Bruck an der Mur) ist ein ehemaliger österreichischer Skirennläufer, dessen stärkste Disziplinen der Riesenslalom und der Super-G waren. Er ist der Sohn von Traudl Hecher und Anton Görgl. Seine Schwester Elisabeth Görgl war ebenfalls Skirennläuferin. In seiner Karriere, die mehrfach durch Verletzungen unterbrochen wurde, erreichte er neben Erfolgen im Europacup zwei Weltcupsiege.

## Biografie
Görgl besuchte nach der Volksschule zwei Jahre lang das Bundesrealgymnasium in Kapfenberg, wechselte anschließend an die Skihauptschule Schladming und besuchte danach das Skigymnasium in Stams, wo er 1999 maturierte. Nach ersten Einsätzen in FIS-Rennen wurde Görgl 1994 und 1995 in seiner Altersklasse zweimal Österreichischer Jugendmeister. Die ersten Einsätze im Europacup folgten ab 1997 – vorerst noch ohne größere Erfolge. Bei den Juniorenweltmeisterschaften 1997 und 1998 fuhr er im Riesenslalom beide Male knapp unter die besten zehn. In der Saison 1999/2000 gelangen Görgl die ersten Podestplätze im Europacup, denen im folgenden Winter, am 19. Jänner 2001, der erste Sieg im Super-G von Zauchensee folgte. Neun Tage später kam er im Alter von bereits 22 Jahren zu seinem Debüt im Weltcup. Er beendete diesen Super-G in Garmisch-Partenkirchen an 27. Position und gewann auf Anhieb Weltcuppunkte. Im nächsten Winter 2001/02 kam Görgl bereits öfters im Weltcup zum Einsatz, wo er zu Saisonbeginn als vorerst bestes Resultat einen zehnten Platz im Super-G von Val-d’Isère erreichte. Daneben startete er weiterhin im Europacup und erreichte in der Saison 2001/02 wie schon im Vorjahr den zweiten Platz in der Gesamtwertung.
Nach einer weiteren Saison in der Görgl vorwiegend im Europacup zum Einsatz kam, erzielte er ab Mitte der Saison 2003/04 auch im Weltcup öfters gute Resultate, unter anderem mit zwei siebten Plätzen im Super-G von Garmisch-Partenkirchen sowie im Riesenslalom von Kranjska Gora im Februar 2004. Der Aufwärtstrend setzte sich im nächsten Winter fort und Görgl feierte am 2. Dezember 2004 im Super-G von Beaver Creek seinen ersten Weltcupsieg. Der damals 26-Jährige kam dadurch auch erstmals bei einem Großereignis zum Einsatz, erreichte aber bei den Weltmeisterschaften 2005 in Bormio nur den 21. Rang im Super-G. Am Ende der Saison 2004/05 feierte er im Riesenslalom des Weltcupfinales in Lenzerheide seinen zweiten Weltcupsieg, womit er 15. im Gesamtweltcup, 7. im Super-G-Weltcup und 9. im Riesenslalomweltcup wurde. Zudem wurde er im März 2005 österreichischer Staatsmeister im Riesenslalom.
Im Winter 2005/06 konnte Görgl an seine Vorjahresergebnisse nicht ganz anschließen. Er fuhr nur in einem Weltcuprennen auf das Podest (dritter Platz im Riesenslalom von Adelboden) und fiel in den Weltcupwertungen teils deutlich zurück. Bei den Olympischen Winterspielen 2006 in Turin startete Görgl im Riesenslalom. Er lag nach dem ersten Durchgang an siebter Position, fiel aber im zweiten Lauf aus. Die folgende Saison 2006/07 war für Görgl bereits früh zu Ende: Er zog sich am 8. Dezember 2006 beim Training in Zauchensee schwere Verletzungen im rechten Knie zu (Risse des Innenbandes, des vorderen Kreuzbandes und der Patellasehne) und musste im Rest des Winters pausieren.
Nach seiner schweren Verletzung fuhr Görgl in der Saison 2007/08 sowie zu Beginn der Saison 2008/09 in insgesamt drei Weltcuprennen unter die schnellsten zehn, ehe er am 21. Februar 2009 als Zweiter des Riesenslaloms von Sestriere erstmals seit über drei Jahren und zugleich zum letzten Mal in seiner Karriere eine Podestplatzierung erreichte. Die Saison 2009/10 war erneut von Verletzungen überschattet. Bereits am 3. Dezember 2009 zog sich Görgl bei einem Riesenslalom des Nor-Am Cups in Aspen einen Meniskuseinriss zu. Drei Tage später erlitt er im Weltcup-Riesenslalom von Beaver Creek eine Luxation und einen Trümmerbruch der rechten Handwurzel. Seine beste Weltcupplatzierung des Winters war ein 20. Platz im Riesenslalom von Alta Badia Ende Dezember. Auf Grund seiner Knie- und Handverletzung hatte Görgl nur noch geringe Chancen auf die Qualifikation für die Olympischen Winterspiele 2010. Er beendete aus diesem Grund die Saison im Jänner vorzeitig, um sich in Ruhe auf die WM-Saison 2010/11 vorzubereiten.
In der Saison 2010/2011 erreichte Görgl wieder zwei Top-10-Platzierungen, nämlich Rang zehn im Super-G von Beaver Creek und Rang neun im Riesenslalom von Alta Badia. Bei den Weltmeisterschaften 2011 in Garmisch-Partenkirchen startete er für den verletzten Benjamin Raich im Riesenslalom und beendete diesen auf Rang 23. Die Saison 2011/12 war für Görgl erneut früh zu Ende: Wegen anhaltender Schmerzen musste er sich Ende November einer Bandscheiben-Operation an der Lendenwirbelsäule unterziehen. Zu Beginn der Saison 2012/13 bestritt Görgl seine letzten drei Weltcuprennen, bei denen er ohne Punkte blieb. Am 13. Dezember 2012 gab er seinen Rücktritt bekannt.

## Erfolge

### Weltmeisterschaften
- Bormio 2005: 21. Super-G
- Garmisch-Partenkirchen 2011: 23. Riesenslalom

### Weltcup
- 5 Podestplätze in Einzelrennen, davon 2 Siege:

| Datum            | Ort          | Land    | Disziplin    |
| ---------------- | ------------ | ------- | ------------ |
| 2. Dezember 2004 | Beaver Creek | USA     | Super-G      |
| 12. März 2005    | Lenzerheide  | Schweiz | Riesenslalom |

- 1 Sieg bei Mannschaftswettbewerben

### Europacup
- Saison 2000/01: 2. Gesamteuropacup, 1. Super-G-Wertung
- Saison 2001/02: 2. Gesamteuropacup, 2. Riesenslalomwertung, 3. Super-G-Wertung
- Saison 2002/03: 4. Gesamteuropacup, 3. Super-G-Wertung, 3. Riesenslalomwertung
- 22 Podestplätze, davon 11 Siege (4× Super-G und 7× Riesenslalom)

### Juniorenweltmeisterschaften
- Schladming 1997: 9. Riesenslalom, 20. Super-G
- Megève 1998: 10. Riesenslalom

### Weitere Erfolge
- Österreichischer Meister im Riesenslalom 2005
- 6 Siege in FIS-Rennen